# Перше вбивство
«Перше вбивство» (англ. First Kill) — американський потоковий підлітковий серіал про надприродне, створений В. Е. Шваб, прем’єра якого відбулася 10 червня 2022 року на Netflix. Серіал заснований на однойменній новели Шваб .
2 серпня 2022 телесеріал було закрито після першого сезону.

## Опис
Для підлітків Джульєтти і Калліопи закохатися складно: перша - вампір, інша - мисливець на вампірів — і обидва готові зробити перше вбивство.

## Акторський склад і персонажі
| Актор                   | Роль                 |
| ----------------------- | -------------------- |
| Сара Кетрін Гук         | Джульєтт Фермонт     |
| Імані Льюїс             | Калліопа «Кел» Бернс |
| Елізабет Мітчелл        | Марго                |
| Обін Вайз               | Талія                |
| Джейсон Роберт Мур      | Джек                 |
| Грейсі Дзенні           | Елінор               |
| Вілл Свенсон            | Себастьян            |
| Філіп Маллінгс-молодший | Тео                  |
| Домінік Ґудман          | Аполлон              |
| Ділан Макнамара         | Олівер               |
| МК xyz                  | Тесс                 |
| Джонас Ділан Аллен      | Бен                  |
| Роберто Мендес          | Ной                  |

## Список серій
| № серії | Назва серії        | Режисер(и)      | Сценарист(и)                     | Оригінальна дата виходу |
| ------- | ------------------ | --------------- | -------------------------------- | ----------------------- |
| 1       | «Перший поцілунок» | Джет Вілкінсон  | Вікторія Шваб                    | 10 червня 2022          |
| 2       | «Перша кров»       | Джет Вілкінсон  | Вікторія Шваб і Марк Худіс       | 10 червня 2022          |
| 3       | «Перша бійка»      | Ерік Ла Саль    | Брайс Ахарт і Стефані Макфарлейн | 10 червня 2022          |
| 4       | «Перше побачення»  | Ерік Ла Саль    | Джой Блейк і Італоме Охіхуаре    | 10 червня 2022          |
| 5       | «Перше кохання»    | Аманда Таппінг  | Мігель Нолла                     | 10 червня 2022          |
| 6       | «Перший ритуал»    | Аманда Таппінг  | Мігель Нолла                     | 10 червня 2022          |
| 7       | «Перше прощання»   | Джон Т. Кречмер | Джой Блейк                       | 10 червня 2022          |
| 8       | «Перша зрада»      | Салім Акіл      | Фелісія Д. Хендерсон             | 10 червня 2022          |

## Виробництво

### Розробка
15 жовтня 2020 року Netflix дав замовлення на серіал, що складається з восьми годинних епізодів. Серіал створила В.Е. Шваб, яка також є виконавчим продюсером разом із Фелісією Д. Гендерсон, Еммою Робертс та Карою Прейс. «Перше вбивство» засновано на однойменному романі Шваб. Шваб і Гендерсон будуть співавторками-сценаристками епізодів. Виробництвом серіалу займається виробнича компанія Belletrist Productions. 21 квітня 2021 року повідомлялося, що Джет Вілкінсон буде режисером перших двох епізодів серіалу. Вихід серіалу запланований на 10 червня 2022 року .

### Кастинг
10 березня 2021 року на головні ролі були обрані Сара Кетрін Гук та Імані Льюїс. 27 травня 2021 року Елізабет Мітчелл, Обін Вайз, Джейсон Роберт Мур, Грейсі Дзенні, Вілл Свенсон, Філіп Маллінгс-молодший, Домінік Ґудман, Ділан Макнамара, MK xyz, Джонас Ділан Аллен і Роберто Мендес приєдналися до основного акторського складу.

### Зйомки
Виробництво планувалося почати наприкінці 2021 року в Савані, штат Джорджія.